# Fernando Santos
Pour les articles homonymes, voir Santos (homonymie).
Fernando Manuel Fernandes da Costa Santos, dit Fernando Santos, né le 10 octobre 1954 à Lisbonne (Portugal), est un ancien footballeur portugais, reconverti entraîneur. Il est l’actuel sélectionneur de l’Azerbaïdjan.
Fernando Santos est surnommé l'ingénieur, du fait qu'il soit diplômé en 1977 de l'Institut supérieur d'ingénierie de Lisbonne.
Il a notamment été sélectionneur du Portugal de 2014 à 2022 et a permis à la sélection portugaise de remporter le Championnat d'Europe de 2016 et une Ligue des nations de 2019.

## Biographie

### Carrière de joueur (1970-1987)
Fernando Santos est issu de la formation du Benfica Lisbonne.
Il est joueur du GD Estoril-Praia pendant toute sa carrière à l'exception de la saison 1979-1980 qu'il dispute avec le CS Marítimo.
Il met un terme à sa carrière de footballeur professionnel en 1987, à l'âge de 34 ans.

### Carrière d'entraîneur (1987-)

#### Premiers pas comme entraineur au Portugal (1987-2001)
En 1987, il devient l'entraineur de son ancien club d'Estoril Praia et y travaille jusqu'en 1994. Puis, il officie à Estrela da Amadora et en 1998, il dirige le FC Porto. Sous sa gouverne, le FC Porto remporte le Championnat du Portugal, deux Coupe du Portugal et deux Supercoupe du Portugal. L'équipe atteint le quart de finale de la Ligue des champions de l'UEFA en 2000 face aux Bayern Munich.

#### Entraineur entre le Portugal et la Grèce (2001-2010)
En 2001, Fernando Santos part en Grèce entraîner l'AEK Athènes.
En 2002, il quitte l'AEK et entraine le Panathinaikos.
En 2003, il rejoint Sporting Clube de Portugal pour une année, avant de retourner à l'AEK Athènes.
Il est recruté en juin 2006 par le Benfica Lisbonne où il remplace Ronald Koeman à la tête du club portugais. Il obtient ainsi la particularité d'être passé par les trois grands clubs portugais ( FC Porto, Sporting et Benfica).
Le 1er mai 2007, le Benfica prolonge son contrat d'un an jusqu'en 2008. Mais Fernando se fait renvoyer dès le 20 août 2007, à la suite d'un match nul (1-1) réalisé face au Leixões Sport Club, club promu. Il est alors remplacé par José Antonio Camacho, déjà entraîneur du club de 2002 à 2004.

#### Sélectionneur de la Grèce (2010-2014)
En juillet 2010, Fernando Santos est nommé sélectionneur de l'équipe nationale grecque avec laquelle il participe à l'Euro 2012 et à la Coupe du monde 2014.
Le 28 février 2014, il annonce qu'il quittera son poste après la Coupe du monde 2014 au Brésil.
Le 29 juin 2014, avant la séance de tirs au but (perdue 5-3) qui doit conclure le huitième de finale Costa Rica-Grèce, il est expulsé par l'arbitre pour avoir violemment manifesté son mécontentement quant au choix du but sur lequel devaient se tirer les penaltys.

#### Sélectionneur du Portugal: premiers titres majeurs (2014-2022)
Fin septembre 2014, il est nommé sélectionneur de l'équipe nationale portugaise mais ne prend place sur le banc portugais qu'une fois avoir purgé sa suspension de 8 matchs reçue lors du Mondial 2014.  
Le 8 octobre 2015, le Portugal est assuré de disputer l'Euro 2016: c'est la première fois en 8 ans que la sélection portugaise se qualifie directement sans passer par les barrages pour une compétition internationale.
Fernando Santos est devenu un héros dans son pays après avoir donné à l'équipe du Portugal son premier titre majeur international en remportant l'Euro 2016.
En 2017, le Portugal va participer à la Coupe des Confédérations pour la première fois de son histoire, après s’être sacré champion d’Europe en juillet 2016. Le Portugal finira la phase de groupes en tête du groupe mais sera éliminé par le Chili en demi-finale aux tirs au but, le Portugal a profité du match pour la troisième place pour terminer la compétition sur une bonne note contre le Mexique (2-1).
Avec Cristiano Ronaldo et un groupe composé de jeunes joueurs prometteurs et d'autres plus expérimentés, le Portugal n'a jamais été aussi bien armé. Une mise en route difficile, une montée en puissance et un peu de pression puis le Portugal a composté son billet pour la Russie. Les champions d'Europe avaient débuté leur campagne des éliminatoires pour le mondial par une défaite en Suisse (2-0), ils ont ensuite su enchaîner pas moins de neuf succès consécutifs dont un dernier décisif face à la Nati au match retour (2-0). La Seleção a ainsi doublé son adversaire sur le fil et fini en tête du groupe B grâce à une meilleure différence de buts.
Lors du premier match de groupe B de la Coupe du monde 2018, le Portugal et l'Espagne se quittent sur un match nul spectaculaire (3-3) avec un triplé de Cristiano Ronaldo. Malheureusement, l'Uruguay domine et élimine les portugais de cette compétition en huitième de finale (2-1).
Il devient le premier sélectionneur à remporter la Ligue des Nations en 2019 avec le Portugal en battant les Pays-Bas.
Le 16 juin 2020, le sélectionneur portugais prolonge son contrat avec la sélection portugaise jusqu'à l'Euro 2024. Lors de la Coupe du monde 2022, le Portugal, premier de son groupe au premier tour, domine en huitième de finale la Suisse (6-1) avant d'être éliminé en quart de finale par le Maroc (1-0).
Après plusieurs échecs consécutifs en tournoi majeur, (défaite contre en huitièmes de finale contre l'Uruguay en lors de la Coupe du Monde 2018, défaite en huitièmes de finale contre la Belgique lors de l'Euro 2020, défaite contre la Serbie lors des qualifications pour la Coupe du Monde 2022 qui envoie le Portugal en barrages, et finalement la défaite contre le Maroc) le 15 décembre 2022, il quitte son poste.

#### Sélectionneur de la Pologne (janvier 2023 - septembre 2023)
Libre depuis la fin de son mandat avec le Portugal, il devient le 24 janvier 2023 le nouveau sélectionneur de la Pologne. Il est limogé sept mois plus tard, en septembre 2023, à la suite de mauvais résultats lors des éliminatoires de l'Euro 2024 (deux victoires et trois défaites).

#### Beşiktaş JK (janvier 2024 - avril 2024)
Le 7 janvier 2024, il est nommé entraineur du Beşiktaş JK.
Le 13 avril 2024, le club turc annonce, dans un communiqué, s'être séparé de l'entraîneur portugais.

#### Sélectionneur de l'Azerbaïdjan (depuis juin 2024)
Le 12 juin 2024, il est nommé sélectionneur de l'équipe nationale d'Azerbaïdjan.

## Palmarès

### En sélection
Portugal
- Vainqueur du Championnat d'Europe 2016.
- Troisième de la Coupe des Confédérations 2017.
- Vainqueur de la Ligue des Nations 2018-2019.

### En club
FC Porto
- Champion du Portugal en 1999.
- Vainqueur de la Coupe du Portugal en 2000 et 2001.
- Vainqueur de la Supercoupe du Portugal en 1998 et 1999.

 AEK Athènes
- Vainqueur de la Coupe de Grèce en 2002.
- Finaliste de la Coupe de Grèce en 2006.

### Distinctions personnelles
- Il est élu meilleur sélectionneur de l'année 2016 par l'International Federation of Football History & Statistics[20].
- Il est aussi élu meilleur sélectionneur de l'année 2019 par l'International Federation of Football History & Statistics[20].
- Grand officier de l'ordre du Mérite du Portugal